# Borealis
Borealis (Latijn voor noordelijk) is een Oostenrijks chemisch bedrijf. De hoofdzetel is gevestigd in Wenen. Borealis is voor 75% eigendom van OMV en Mubadala uit Abu Dhabi heeft de overige 25% in handen.

## Activiteiten
Borealis is de op zeven na grootste producent ter wereld is van polyethyleen (PE) en polypropyleen (PP). 
Verder produceert het bedrijf nog:
- isolatie voor kabels;
- plastics voor dashboards, deurbekleding, bumpers, ventilatie en
- verpakkingen voor medische producten, voedsel, flessen, kratten, dozen, rekken en pallets.

In 2007 nam Borealis Agrolinz Melamine International (AMI) over, dat nu Borealis Agrolinz Melamine GmbH heet en melamine en kunstmest produceert. Melamine dient om vloeren en meubels krasbestendig te maken.
Het bedrijf heeft fabrieken in Nederland, België, Oostenrijk, Duitsland, Finland en Zweden, Italië, Brazilië en de Verenigde Staten. De Nederlandse fabriek ligt in Geleen op het industrieterrein Chemelot. De Belgische fabrieken liggen te Beringen, Kallo en Zwijndrecht.
Het heeft verder 50% van de aandelen in de joint venture Bayport Polymers (Baystar), de partner is Total Petrochemicals & Refining USA. Borealis heeft een aandelenbelang van 36% in Borouge, een beursgenoteerd chemisch bedrijf in Abu Dhabi. Tot slot heeft het 80% van de aandelen in Borealis Brasil met Braskem (20%) als lokale partner. 

## Geschiedenis
Borealis betekent "van het noorden" in het Latijn en werd gesticht in 1994 door het Finse Neste Oil en het Noorse Statoil (nu omgedoopt tot Equinor). Beide bedrijven hadden 50% van de aandelen. In 1998 namen OMV en International Petroleum Investment Company (IPIC) het 50% belang van Neste Oil over. In 2005 verkocht Statoil zijn 50% belang voor 1 miljard euro. Na deze transactie had OMV 36% van de aandelen en IPIC de resterende 64%. In juni 2006 verhuisde het hoofdkwartier van Kopenhagen naar Wenen.
In 2013 kocht Borealis DEXPlastomers in Geleen van DSM Nederland BV en ExxonMobil Benelux Holdings BV.
In 2017 gingen IPIC en Mubadala Development Company samen onder de nieuwe naam Mubadala Investment Company (Mubadala). In 2020 verhoogde OMV het aandelenbelang van 75% en betaalde 4,7 miljard dollar voor het extra aandelenpakket. Mubadala is sindsdien een minderheidsaandeelhouder met een kwart van de aandelen.
In 2018 kondigde Borealis de bouw aan van een tweede propaandehydrogenatiefabriek (PDH) in het Antwerpse havengebied te Kallo. Het zal propaangas omzetten naar propyleen, een van de basisbouwstenen in de chemiesector. De fabriek zal medio 2023 in productie komen en krijgt een geplande productiecapaciteit van 750.000 ton propyleen per jaar. In juli 2022 werden bij de bouw 55 vermoedelijke slachtoffers van mensenhandel ontdekt die er als werfarbeider aan de slag waren.